# Edmundowo (Perzyny)
Edmundowo (niem. Edmundshof) – przysiółek wsi Perzyny w Polsce położony w województwie wielkopolskim, w powiecie nowotomyskim, w gminie Zbąszyń.
Pod koniec XIX wieku folwark Edmundowo należał do majątku Perzyny (wówczas Pierzyny), będącego własnością hr. Lippe-Biesterfeld. Liczył jedno domostwo z 18 mieszkańcami. Administracyjnie wchodził w skład powiatu międzyrzeckiego.
W latach 1975–1998 miejscowość administracyjnie należała do województwa zielonogórskiego.